# Gerard Kitchen O'Neill
Gerard Kitchen O'Neill (6 de febrer de 1927 – 27 d'abril de 1992) va ser un físic americà i activista espacial. Com a membre de la facultat de la Universitat de Princeton, ell va inventar un dispositiu anomenat anell d'emmagatzematge de partícules per experiments de física d'alta energia. Més tard, va inventar un llançador magnètic anomenat catapulta electromagnètica. En la dècada de 1970, va desenvolupar un pla de construcció d'assentaments humans en l'espai exterior, incloent un disseny d'hàbitat espacial conegut com a cilindre O'Neill. Va fundar la Space Studies Institute, una organització dedicada al finançament de la investigació en indústria i colonització espacial.
O'Neill va començar a investigar en física de partícules d'alta energia a Princeton el 1954 després de rebre el seu doctorat de la Universitat Cornell. Dos anys més tard, va publicar la seva teoria d'un anell d'emmagatzematge de partícules. Aquesta invenció permet els experiments de física de partícules a energies molt més grans que havien estat prèviament possible. el 1965, a la Universitat Stanford, va realitzar el primer experiment de feix de col·lisions.
Mentre ensenyava física a Princeton, O'Neill es va interessar en la possibilitat que els éssers humans podrien sobreviure i viure en l'espai exterior. Ell va investigar i va proposar una idea futurista per l'assentament humà en l'espai, el cilindre O'Neill, en la "The Colonization of Space", el seu primer article sobre el tema. Ell va fer una conferència sobre la indústria espacial a Princeton el 1975. Molts dels activistes post-Apollo van assistir-hi. O'Neill va muntar el seu primer prototip de catapulta magnètica amb el professor Henry Kolm el 1976. Segons la seva opinió, les catapultes magnètiques són elements bàsics per a l'extracció de recursos minerals de la Lluna i asteroides. El seu llibre premiat The High Frontier: Human Colonies in Space va inspirar una generació de defensors d'exploració espacial. Va morir de leucèmia el 1992.

## Naixement, l'educació i la vida familiar
O'Neill va néixer a Brooklyn, Nova York en el 6 de febrer de 1927 per Edward Gerard O'Neill, un advocat, i Dorothy Lewis O'Neill (Kitchen de soltera). No tenia germans. La seva família es va traslladar a Speculator, Nova York quan el seu pare es va retirar temporalment per motius de salut. Per a l'escola secundària, O'Neill va assistir a la Newburgh Free Academy a Newburgh, Nova York. Mentre que era un estudiant va editar el diari de l'escola i va començar a treballar com a locutor de notícies en una estació de ràdio local. Es va graduar el 1944, durant la IIa Guerra Mundial, i es va allistar a la Marina dels Estats Units en el seu 17è aniversari. La Marina el va formar com a tècnic de radar, que va despertar el seu interès per la ciència.
Després de ser donat de baixa honorablement el 1946, O'Neill va estudiar una llicenciatura en física i matemàtiques al Swarthmore College. Com que de nen havia discutit les possibilitats dels éssers humans en l'espai amb els seus pares, a la universitat li agradava treballar en les equacions de coets. No obstant això, no veia la ciència espacial com una opció per a una carrera en la física, triant en el seu lloc de perseguir la física d'alta energia. El 1950 es va graduar amb honors Phi Beta Kappa. O'Neill va realitzar els seus estudis de postgrau a la Universitat Cornell amb l'ajuda d'una companyonia de la Comissió de l'Energia Atòmica, i va ser guardonat amb un doctorat en física el 1954.
O'Neill es va casar amb Sylvia Turlington, també graduada a Swarthmore, el juny de 1950. Van tenir un fill, Roger, i dues filles, Janet i Eleanor, abans del seu matrimoni va acabar en divorci el 1966.
Una de les activitats preferides d'O'Neill era volar. Ell va dur a terme certificacions d'instruments, tant en vol propulsat com en planador i va assolir el FAI Diamond Badge, un premi de vol sense motor. Durant el seu primer vol de planador entre països a l'abril de 1973, que va comptar amb l'assistència en terra per Renate "Tasha" Steffen. Havia conegut Tasha, que era 21 anys més jove que ell, prèviament a través de la YMCA International Club. Es van casar l'endemà del seu vol. Van tenir un fill, Edward O'Neill.

## Recerca en física d'alta energia
Després de graduar-se a Cornell, O'Neill va acceptar un lloc com a professor a la Universitat de Princeton. Hi va començar a investigar temes de física de partícules d'alta energia. El 1956, el seu segon any d'ensenyament, va publicar un article de dues pàgines en què la teoria que les partícules produïdes per un accelerador de partícules podrien emmagatzemar-se durant uns pocs segons en un anell d'emmagatzematge. Les partícules emmagatzemades llavors podrien ser dirigides per col·lidir-se amb un altre feix de partícules. Això augmentaria l'energia de la col·lisió de partícules sobre el mètode anterior, que dirigeix el feix a un blanc fix. Les seves idees no van ser acceptades immediatament per la comunitat de físics.
O'Neill es va convertir en un professor ajudant a Princeton el 1956, i va ser promogut a professor associat el 1959. Va visitar la Universitat Stanford el 1957 per conèixer el professor Wolfgang K. H. Panofsky. Això va resultar en una col·laboració entre Princeton i Stanford per construir el Colliding Beam Experiment (CBX). Amb una subvenció de 800.000 dòlars dels EUA per l'Office of Naval Research, la construcció dels primers anells d'emmagatzematge de partícules va començar el 1958 al the Stanford High-Energy Physics Laboratory. Ell va descobrir com capturar les partícules i, bombant l'aire per produir un buit, i emmagatzemar-les el temps suficient per experimentar-hi. El CBX va emmagatzemar el seu primer feix en el 28 de març de 1962. O'Neill es va convertir en catedràtic de física el 1965.

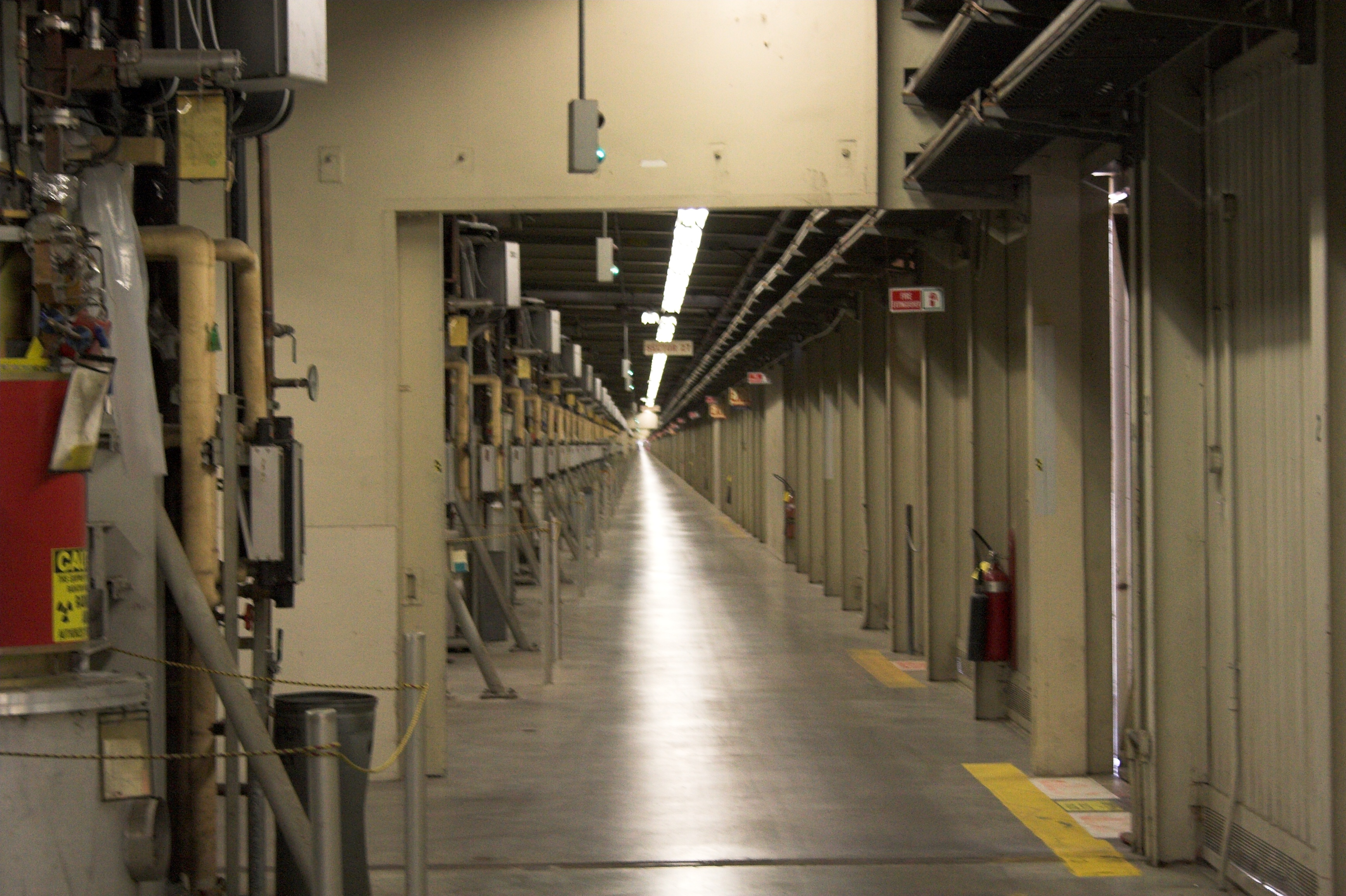
El túnel Stanford Linear Accelerator de dos quilòmetres de llarg

En col·laboració amb el Burton Richter, O'Neill va realitzar el primer experiment de col·lisió en feix de física el 1965. En aquest experiment, els feixos de partícules del Stanford Linear Accelerator es van recollir en els seus anells d'emmagatzematge i llavors es van dirigir per xocar a una energia de 600 MeV. Al mateix temps, aquesta era la més alta energia involucrada en una col·lisió de partícules. Els resultats van demostrar que la càrrega d'un electró està continguda en un volum de menys de 100 atòmetres a través. O'Neill va considerar el dispositiu per a ser capaç amb pocs segons d'emmagatzematge, però, mitjançant la creació d'un buit encara més fort, altres van ser capaços d'augmentar aquesta xifra a hores. el 1979, ell, amb el físic David C. Cheng, va escriure el llibre de text a nivell de postgrau anomenat Elementary Particle Physics: An Introduction. Es va retirar de l'ensenyament el 1985, però es va mantenir associat amb Princeton com a professor emeritus fins a la seva mort.

## Colonització espacial

### Origen de la idea (1969)

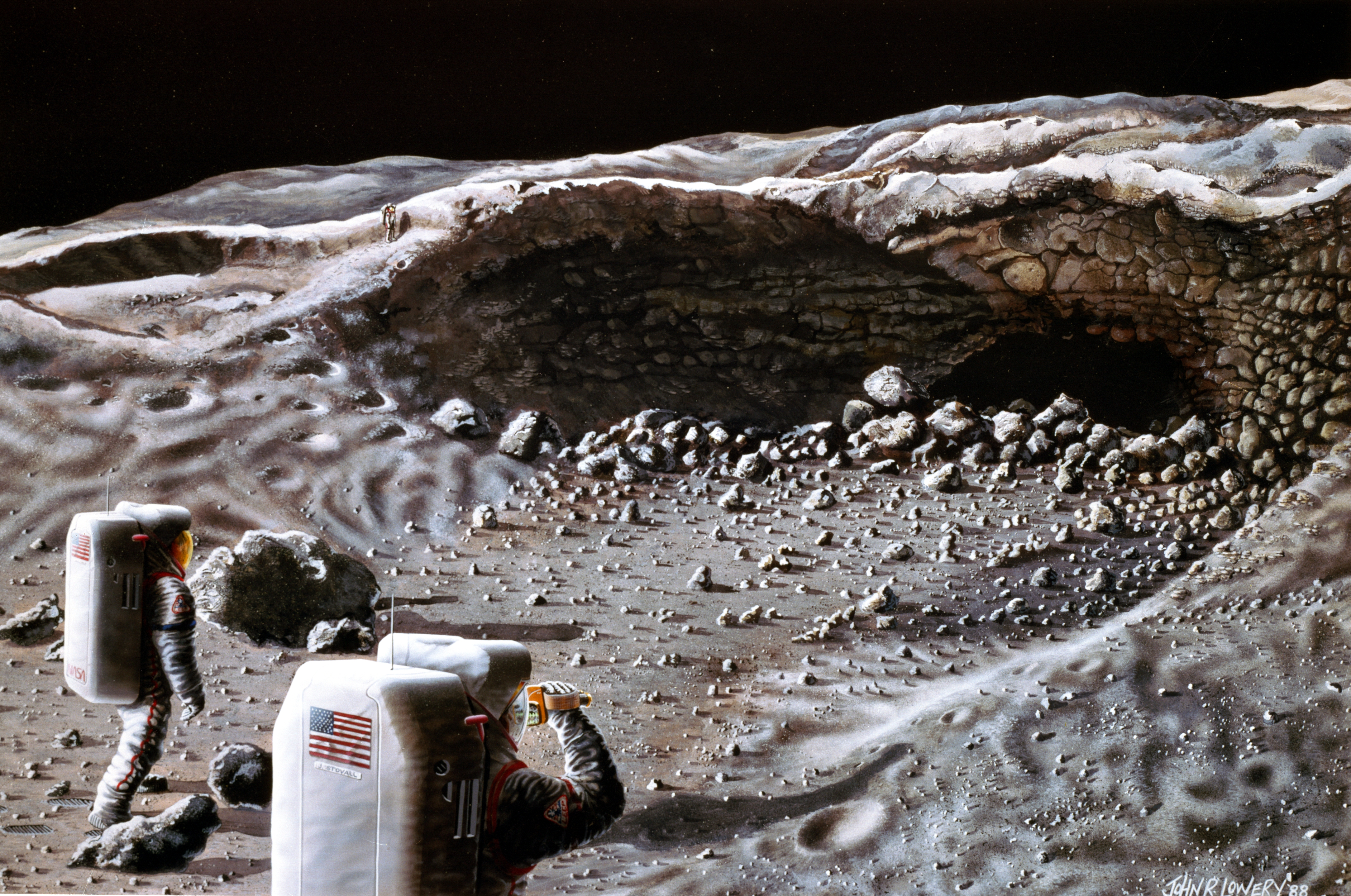
La NASA preveu una exploració científica ambiciosa a la Lluna.

O'Neill va veure un gran potencial en el programa espacial dels Estats Units, especialment en les missions Apollo. Es va implicar en el Astronaut Corps després que la NASA el va obrir a científics civils el 1966. Més tard, quan se li va preguntar per què volia anar a les missions a la Lluna, va contestar, "d'estar viu ara i no prendre-hi part semblaria terriblement miop". Va ser sotmès a rigorosos exàmens mentals i físics de la NASA. Durant aquest temps va conèixer a Brian O'Leary, també un científic candidat a astronauta, que es va convertir en el seu amic. O'Leary va ser seleccionat pel Astronaut Group 6 però O'Neill no.
O'Neill es va interessar en la idea de la colonització de l'espai el 1969 mentre ensenyava física de primer any a la Universitat de Princeton. Els seus estudiants augmentaven la cínica sobre els beneficis de la ciència a la humanitat a causa de la controvèrsia que envolta la Guerra del Vietnam. Per donar-los alguna cosa rellevant per a l'estudi, va començar a partir d'exemples del programa Apollo com les aplicacions de la física elemental. O'Neill va plantejar la qüestió durant un seminari extra que li va donar a alguns dels seus alumnes: "És la superfície d'un planeta realment el lloc adequat per a una civilització en expansió tecnològica?" Les seves investigacions dels alumnes van convèncer que la resposta era no.

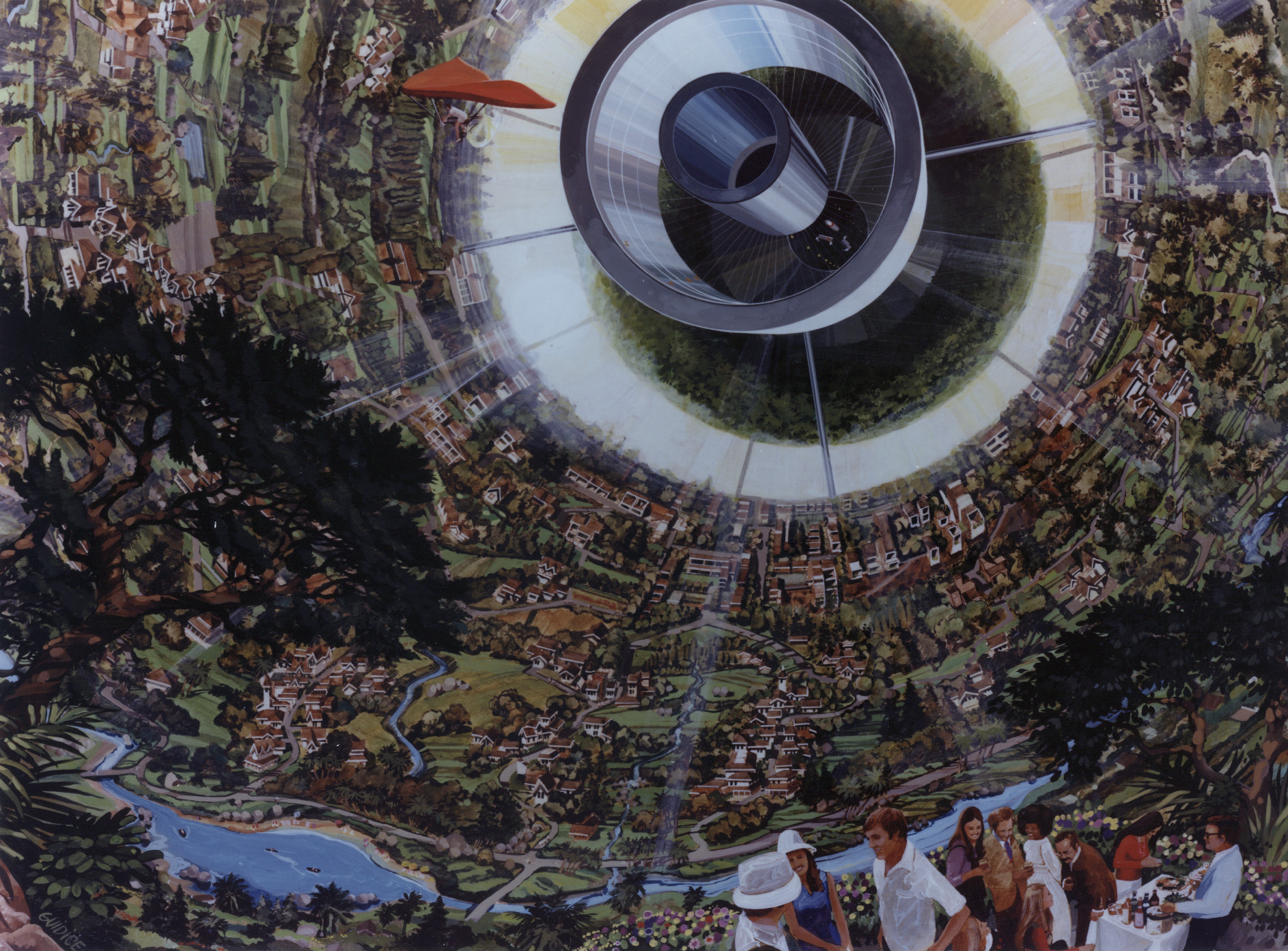
Esfera de Bernal, un "planeta de dins cap a fora"

O'Neill es va inspirar en els treballs escrits pels seus alumnes. Va començar a treballar en els detalls d'un programa de construcció d'hàbitats espacials autosuficients en l'espai lliure. Entre els detalls era la manera de proporcionar als habitants d'una colònia espacial amb un ambient semblant a la Terra. Els seus estudiants van dissenyar gegantines estructures pressuritzades, que giren a la gravetat terrestre aproximada per la força centrípeda. Amb la població de la colònia vivint a la superfície de l'interior d'una esfera o cilindre, aquestes estructures s'assemblaven a "planetes de dins cap a fora". Es va trobar que la contra-rotació dels cilindres eliminaria la necessitat de girar amb l'ús de coets. Aquesta configuració ha estat coneguda com el cilindre O'Neill.

### Primera publicació (1970–1974)
Buscant una sortida per les seves idees, O'Neill va escriure un article titulat "The Colonization of Space", i durant quatre anys va tractar de publicar-ho Es va presentar a diversos diaris i revistes, fins i tot la Scientific American i el Science, només perquè es va rebutjar pels revisors. Durant aquest temps O'Neill va donar conferències sobre la colonització de l'espai al Hampshire College, Princeton, i altres escoles. Molts dels estudiants i el personal que assistien a les conferències es van entusiasmar amb la possibilitat de viure a l'espai. Una altra sortida per O'Neill per explorar les seves idees va ser amb els seus fills; en caminades al bosc va especular sobre la vida en una colònia espacial. El seu article va aparèixer finalment en l'edició de setembre de 1974 de Physics Today. Va argumentar que les colònies de construcció de l'espai resoldrien diversos problemes importants:
| «                                                | És important tenir en compte l'enorme poder de la tècnica de la colonització espacial. Si comencem a usar-ho aviat, i si l'utilitzen sàviament, almenys cinc dels problemes més greus que enfronta ara el món es pot resoldre sense recórrer a la repressió: portar a cada ésser humà a un nivell de vida que ara gaudeixen només per als més afortunats, la protecció de la biosfera dels danys causats pel transport i la contaminació industrial, la recerca espacial d'alta qualitat de vida per a una població mundial que s'està duplicant cada 35 anys, la recerca de fonts d'energia netes i pràctiques, evitant la sobrecàrrega del balanç tèrmic de la Terra. | » |
| — Gerard K. O'Neill, "The Colonization of Space" | |   |

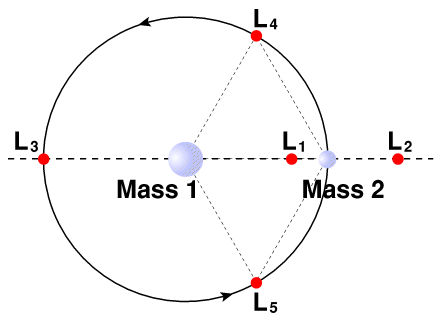
Diagrama dels punts de Lagrange en el sistema Terra-Lluna

Fins i tot es van explorar les possibilitats de volar amb planadors dins d'una colònia espacial, trobant que l'enorme volum podria comportar a tèrmiques atmosfèriques. Va calcular que la humanitat podria ampliar aquesta frontera artificial en 20.000 vegades la seva població. Les colònies inicials es construiria en els sistemes Terra-Lluna L4 i L5 dels punts de Lagrange. Els L4 i L5 són punts estables al sistema solar on una nau pot mantenir la seva posició sense gastar energia. El document va ser ben rebut, però molts dels que hi començarien a treballar en el projecte ja havien presentat les seves idees abans que fos publicat. El document va rebre algunes respostes crítiques. Alguns van qüestionar la viabilitat d'aixecar desenes de milers de persones en òrbita i les seves estimacions per a la sortida de producció de colònies inicials.
Mentre esperava que el seu article fos publicat, O'Neill va organitzar una petita conferència de dos dies el maig de 1974 a Princeton per discutir la possibilitat de colonitzar l'espai exterior. La conferència, titulada First Conference on Space Colonization, wva ser finançada per Point Foundation de Steward Brand i la Universitat de Princeton. Entre els assistents estaven Eric Drexler (en el moment del seu primer any en el MIT), el científic-astronauta Joe Allen (del Astronaut Group 6), Freeman Dyson, i el periodista científic Walter Sullivan. Representants de la NASA també van assistir i van portar les estimacions dels costos de llançament estimats sobre el projecte del Transbordador Espacial. O'Neill va creure que els assistents eren "una banda de radicals atrevits". L'article de Sullivan de la conferència es va publicar a la primera pàgina de The New York Times el 13 de maig de 1974.
Com que va créixer el coneixement en els mitjans de comunicació, O'Neill va ser inundat amb cartes de persones que estaven emocionades per viure a l'espai. Per mantenir-se en contacte amb ells, O'Neill va començar a portar una llista de correu i va començar a enviar actualitzacions sobre el seu progrés. Uns mesos més tard, va sentir Peter Glaser parlar sobre els satèl·lits solars del Goddard Space Flight Center de la NASA. O'Neill es va adonar que, mitjançant el muntatge d'aquests satèl·lits, les colònies espacials ràpidament podrien recuperar el cost de construcció. Segons O'Neill, "la profunda diferència entre aquest fet i tota la resta en l'espai és el potencial de generar grans quantitats de noves riqueses".

### Estudis de la NASA (1975–1977)
O'Neill va celebrar tot seguit una conferència molt més gran per maig amb el títol de Princeton University Conference on Space Manufacturing. En aquesta conferència, més de dues dotzenes d'oradors van presentar documents, fins i tot Keith i Carolyn Henson de Tucson, Arizona.
Després de la conferència Carolyn Henson va organitzar una reunió entre O'Neill membre del Congrés d'Arizona Morris Udall. Udall va escriure una carta de suport, que demanava als Hensons per donar-se a conèixer, pel treball d'O'Neill. Els Hensons va incloure la seva carta al primer número del full informatiu de la L-5 Society, enviat a tot el món en la llista de correu d'O'Neill i els que s'havien inscrit a la conferència.

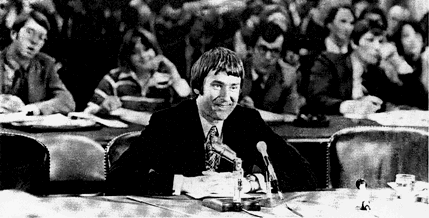
O'Neill va testificar davant el Subcomitè del Senat el 19 de gener de 1976

Al juny de 1975, O'Neill va dirigir un estudi de deu setmanes sobre els hàbitats espacials permanents per a la NASA Ames. Durant l'estudi que va ser cridat a declarar en el 23 de juliol al Subcomitè de la Cambra en el Space Science and Applications. El 19 de gener de 1976, també es va presentar davant el Subcomitè del Senat en el Aerospace Technology and National Needs. En una presentació titulada Solar Power from Satellites, va presentar el seu cas per a un programa en estil Apollo per a la construcció de plantes d'energia a l'espai. Va tornar a Ames el juny de 1976 i 1977 per conduir estudis sobre la indústria espacial. En aquests estudis, la NASA va desenvolupar plans detallats per establir bases a la Lluna on els treballadors espacials explorarien els recursos minerals per construir colònies a l'espai i satèl·lits solars.

### Finançament privat (1977–1978)
Encara que la NASA estava donant suport al seu treball amb subvencions de fins a $500,000 per any, O'Neill es va sentir frustrat per la burocràcia i la política inherent a la investigació finançada pel govern. Va pensar que els petits grups finançats amb fons privats podrien desenvolupar la tecnologia espacial més ràpidament que les agències del govern. el 1977, O'Neill i la seva dona Tasha va fundar la Space Studies Institute, una organització sense ànim de lucre, a la Universitat de Princeton. El SSI va rebre un fons inicial de gairebé 100.000 dòlars de donants privats, i a principi de 1978 va començar a donar suport a la investigació bàsica en les tecnologies necessàries per a la indústria de l'espai i l'assentament.

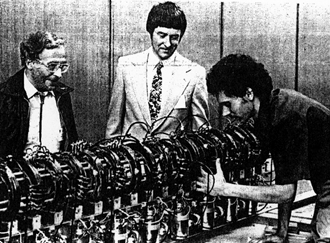
Kolm (esquerra) i O'Neill (centre) amb la catapulta magnètica

Una de les primers beques de l'Space Studies Institute (SSI) va finançar el desenvolupament de la catapulta magnètica, el primer dispositiu proposat per O'Neill el 1974. Les catapultes magnètiques es basen en el disseny del canó de Gauss, adaptat per accelerar un objecte no magnètic. Una aplicació O'Neill proposat per als conductors de masses era llançar trossos de mineral de la mida de pilotes de beisbol extrets de la superfície de la Lluna cap a l'espai. Un cop a l'espai, el mineral podria servir com a matèria primera per a crear colònies espacials i satèl·lits d'energia solar. Va prendre un any sabàtic de Princeton per treballar en les catapultes magnètiques al MIT. Hi va exercir com a Hunsaker Visiting Professor of Aerospace durant l'any acadèmic de 1976–77. Al MIT, ell, Henry H. Kolm, i un grup d'estudiants voluntaris van construir el Mass Driver 1, un primer prototip de catapulta magnètica. Aquest prototip de 2,5 m de llarg podia exercir una força de 33 g (320 m/s²) d'acceleració d'un objecte inserit. Amb l'ajuda financera del SSI, posteriors prototips van millorar-ho fins a 1.800 g (18.000 m/s²), acceleració suficient que una catapulta magnètica de només de 160 m podria llançar material de la superfície de la Lluna.

### Oposició (1977–1985)
El 1977, O'Neill va veure el pic d'interès en la colonització de l'espai, juntament amb la publicació del seu primer llibre, The High Frontier. Ell i la seva dona estaven volant entre les reunions, entrevistes i audiències. El 9 d'octubre, el programa de la CBS, 60 Minutes, va publicar una sèrie de sessions sobre les colònies espacials. Més tard, va sortir en directe a partir de les respostes dels espectadors, que incloïa una del Senador William Proxmire, el president responsable del Subcomitè del Senat del pressupost de la NASA. Va respondre «que és el millor argument per tallar el finançament NASA fins a l'os […] Jo no dono ni un cèntim més per aquesta fantasia altre cop». Va reeixir eliminar la despesa en investigació de la colonització espacial del pressupost. El 1978, Paul Werbos va escriure un full informatiu del L-5, «ningú espera que el Congrés es comprometin al concepte d'O'Neill d'hàbitats espacials a gran escala; els integrants de la NASA són gairebé paranoics sobre les relacions públiques de la idea».
Quan es va fer evident que un esforç finançat pel govern colonització era políticament impossible, el suport popular de les idees d'O'Neill va començar a evaporar-se.
Altres pressions sobre el pla de colonització d'O'Neill eren l'alt cost d'accés a l'òrbita de la Terra i el menor cost d'energia. La construcció de centrals solars a l'espai era econòmicament atractiva quan els preus de l'energia es van disparar durant la crisi del petroli de 1979. Quan els preus van caure a principis de la dècada de 1980, el fons per a la investigació d'energia solar espacial va decaure. El seu pla havia estat també la base de les estimacions de la NASA per a ràtio de vols i cost de llançament del Transbordador Espacial, amb xifres que van resultar haver estat massa optimistes. El seu llibre de 1977, citava el cost de llançament del transbordador espacial en $10 milions, però el 1981 el preu subsidiat donat als clients comercials es va iniciar en $38 milions. El cost total final d'un llançament el 1985 va augmentar fins als $180 milions per vol.
O'Neill va ser nomenat pel president dels Estats Units Ronald Reagan a la Comissió Nacional de l'Espai el 1985. La commissió, va permetre a l'antic administrador de la NASA, Thomas Paine, de proposar que el govern es comprometés a construir assentaments humans en el sistema Solar interior d'aquí a 50 anys. El seu informe es va publicar al maig de 1986, quatre mesos després que el Transbordador Espacial Challenger es va destruir en l'ascens.

## Carrera d'escriptor

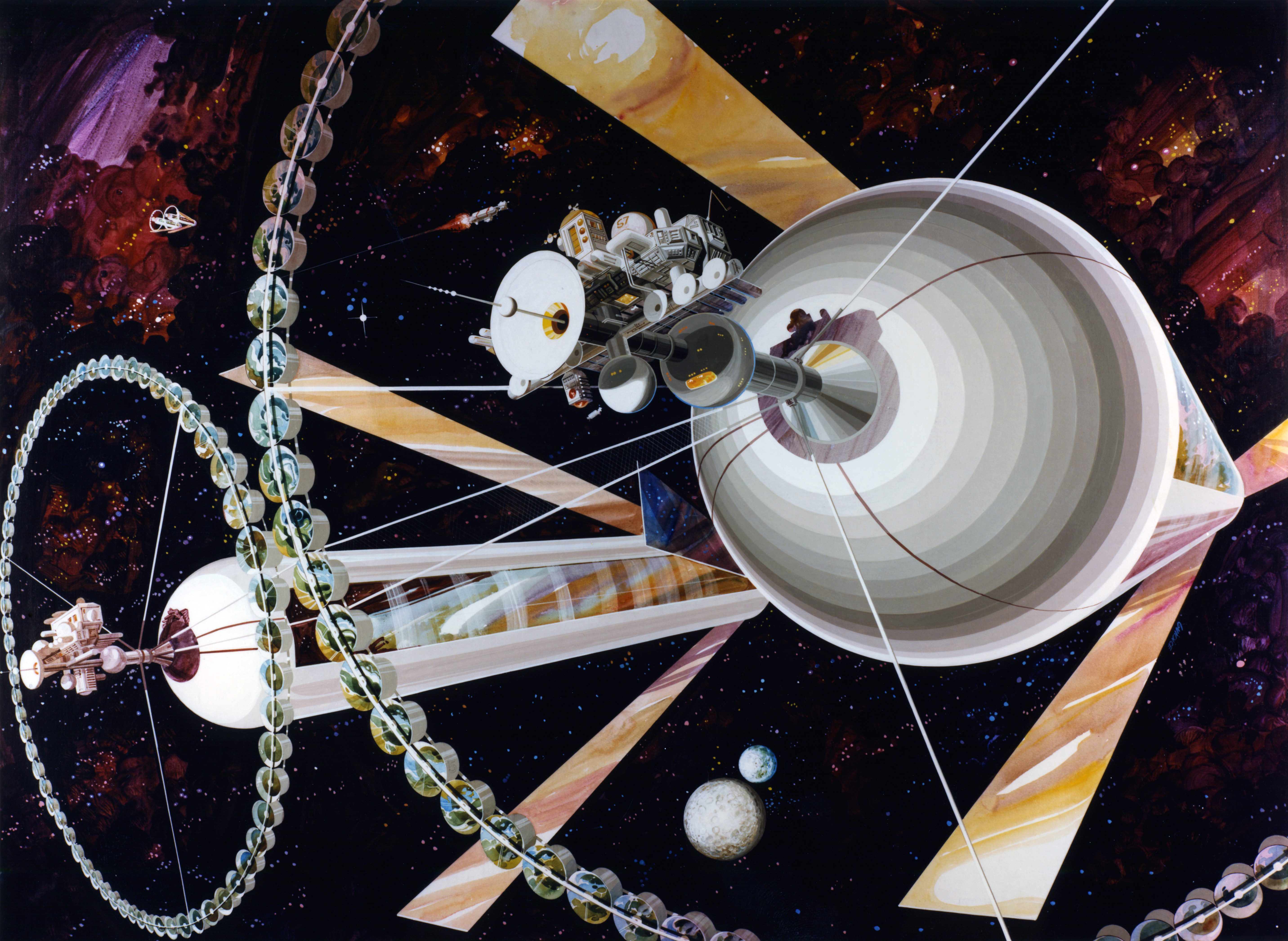
Els cilindres de O'Neill com és il·lustrat en el The High Frontier

El llibre de ciència popular d'O'Neill, The High Frontier: Human Colonies in Space (1977) combina relats de ficció d'assentaments espacials amb una explicació del seu pla de construir colònies espacials. Aquesta publicació el va establir com a portaveu del moviment de la colonització espacial. Va guanyar el Phi Beta Kappa Award in Science aquell mateix any, i es va demanar al Swarthmore College a concedir-li un doctorat honorari. The High Frontier ha estat traduït a cinc llengües i es va reimprimir al menys fins al 2008.
El llibre de 1981, 2081: A Hopeful View of the Human Future va ser un exercici de futurologia. O'Neill ho va narrar com a visitant a la Terra des d'una colònia espacial més enllà de Plutó. El llibre explora els efectes de les tecnologies que va anomenar «impulsors del canvi» en el pròxim segle. Algunes de les tecnologies que descrivia eren colònies espacials, satèl·lits d'energia solar, drogues de prolongació de la vida, cotxes propulsats amb hidrogen, control climàtic, i trens magnètics subterranis. Es formaria l'estructura social a la dècada dels 80, suposant que la humanitat es mantindria sense canvis encara s'expandiria en el sistema solar. Les anàlisis de 2081 són diverses. L'analista del New York Times, John Noble Wilford, va trobar que el llibre era una font «d'imaginació possible», però Charles Nicol pensava que les tecnologies descrites eren inacceptablement forassenyades.
En el seu llibre de The Technology Edge, que va publicar el 1983, O'Neill escriu sobre la competència econòmica amb Japó. Va sostenir que els Estats Units van haver de desenvolupar sis indústries per competir: microenginyeria, robòtica, enginyeria genètica, vol magnètic, aeronaus domèstiques, i ciència espacial. També pensava que el desenvolupament industrial patia de miopia executiva, amb interessos propis, els alts impostos, i la mala educació dels nord-americans. Segons opina Henry Weil, les explicacions detallades d'O'Neill de les tecnologies emergents diferenciava el llibre d'altres sobre el mateix tema.

## Iniciatives empresarials

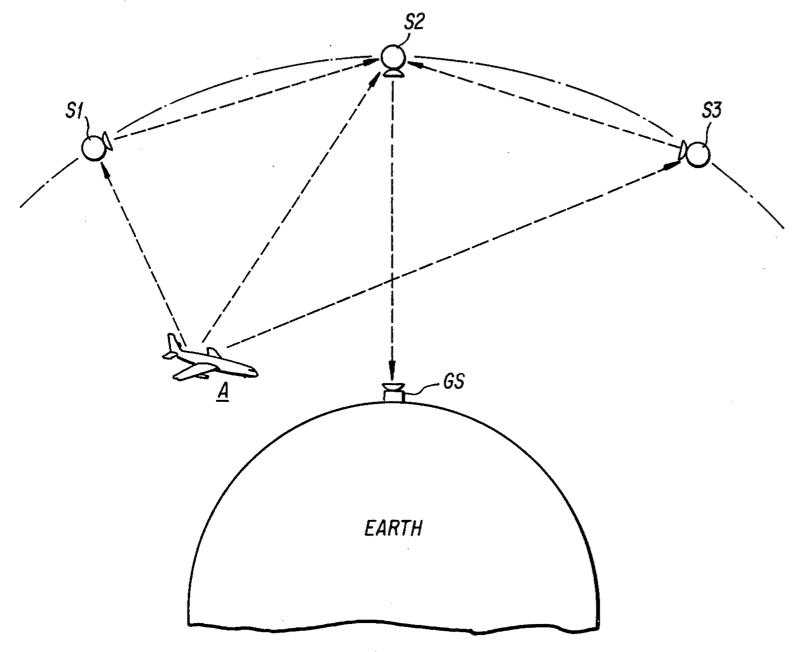
Disseny per al sistema de determinació de posició per satèl·lit

O'Neill va crear Geostar Corporation per desenvolupar un sistema de determinació de la posició per satèl·lit per la qual es va concedir una patent el 1982. El sistema, pensat principalment per al seguiment d'aeronaus, va ser anomenat Radio Determination Satellite Service (RDSS). L'abril del 1983, Geostar es va afegir a la FCC una llicència per transmetre des de tres satèl·lits, que abastaria tots els Estats Units. Geostar va llançar el GSTAR-2 en òrbita geosíncrona el 1986. El seu component de transmissor va fallar permanentment dos mesos després, per tant Geostar va començar les proves de RDSS mitjançant la transmissió d'altres satèl·lits. Amb seu delicat estat de salut, O'Neill es va implicar menys amb l'empresa, a la vegada que va començar a tenir problemes. En el febrer de 1991 Geostar es va declarar en fallida i les seves llicències van ser venudes a Motorola per al programa de constel·lació de satèl·lits Iridium. Encara que el sistema va ser reemplaçat pel GPS, O'Neill va fer avenços significatius en el camp del posicionament per satèl·lit.
O'Neill va crear O'Neill Communications a Princeton el 1986. Hi va introduir la Local Area Wireless Networking, o LAWN, sistema al PC Expo a Nova York el 1989. El sistema LAWN va permetre dos ordinadors per intercanviar missatges a través d'un rang d'un parell de centenars de metres, a un cost del voltant de $500 per node. O'Neill Communications va sortir del negoci el 1993; la tecnologia LAWN va ser venut a Omnispread Communications. Fins al 2008, Omnispread va continuar venent una variant del sistema LAWN d'O'Neill.
El 18 de novembre de 1991, O'Neill va presentar una sol·licitud de patent per a un sistema de tren d'alta velocitat. Va anomenar la companyia que ell volia formar com a VSE International, per velocitat, silenci i eficiència. No obstant això, el mateix concepte que ell anomena vol magnètic. Els vehicles, en lloc d'avançar sobre un parell de rails, seria elevat utililtzant la força electromagnètica per un sol rail dins d'un tub (imants permanents al rail, amb imants variables sobre el vehicle), i impulsat per forces electromagnètiques a través de túnels. Va estimar que els trens podien aconseguir velocitats de fins a 4.000 km/h — prop de cinc vegades més ràpid que un avió amb jet — si l'aire s'evacués a partir dels túnels. Per obtenir aquests velocitats, el vehicle s'acceleraria per a la primera meitat del viatge, i després desaccelerar en el segon tram del viatge. L'acceleració va ser planejada per ser un màxim de prop de la meitat de la força de gravetat. O'Neill planejava construir una xarxa d'estacions connectades per aquests túnels, però va morir dos anys abans que la seva primera patent fos concedida.

## Mort i llegat

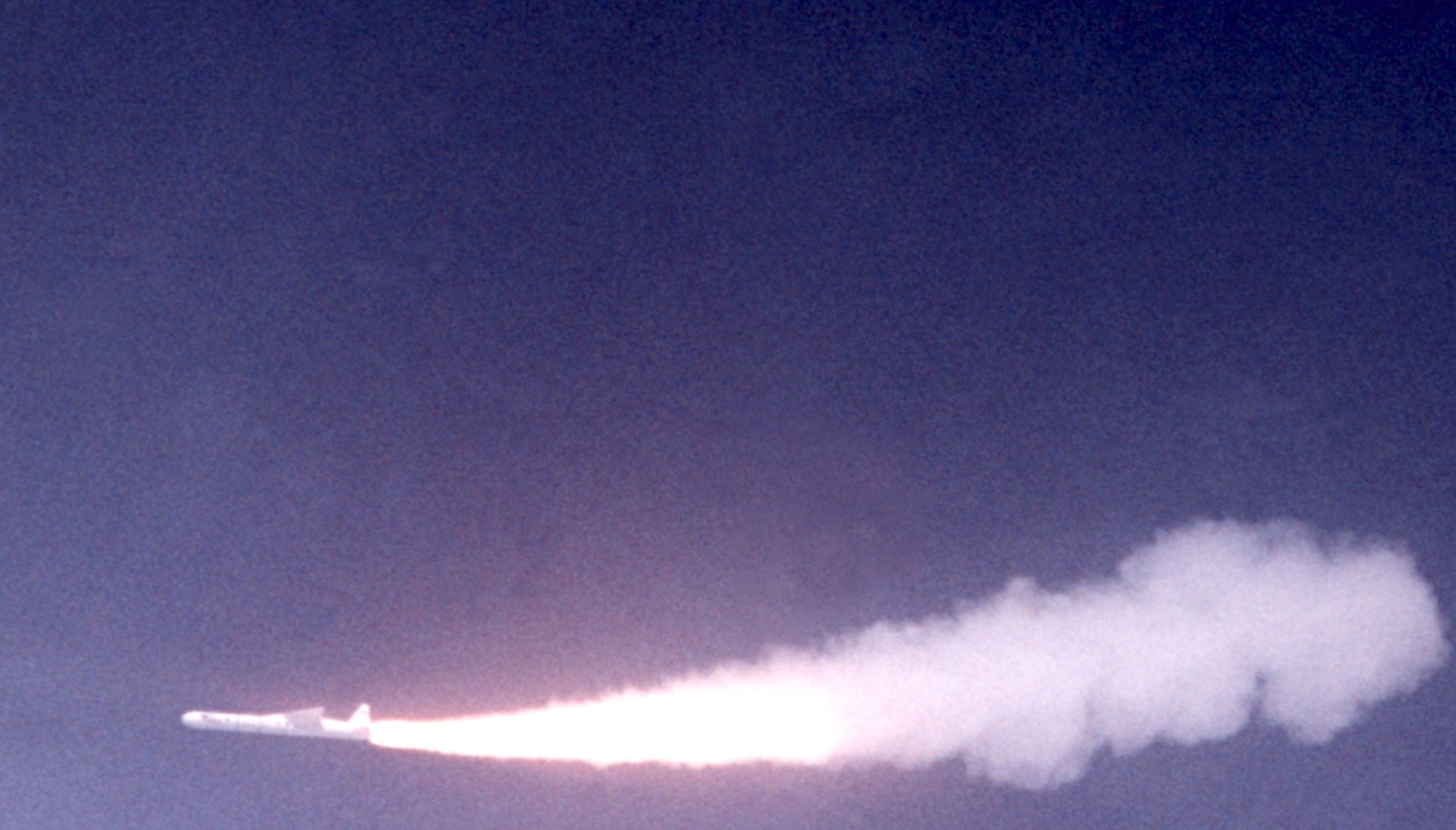
Les cendres de O'Neill es van transportar en l'etapa superior d'un Pegasus d'Orbital Sciences

O'Neill se li va diagnosticar leucèmia el 1985. Va morir el 27 d'abril de 1992, per complicacions de la malaltia al Sequoia Hospital a Redwood City, Califòrnia. Va deixar la seva dona Tasha, la seva exdona Sylvia, i quatre fills. Una mostra de les seves restes incinerades va ser enviat a l'espai. El vial que contenia les cendres va ser unida a un coet Pegasus XL i llançat a l'òrbita terrestre el 21 d'abril de 1997. Va tornar a entrar a l'atmosfera el maig de 2002.
O'Neill va dirigir el seu Space Studies Institute a continuar els seus esforços "fins que les persones visquin i treballin a l'espai". Després de la seva mort, la gestió del SSI va passar al seu fill Roger i al seu company Freeman Dyson. El SSI va seguir celebrant conferències cada dos anys per reunir els científics que estudien la colonització de l'espai fins al 2001.
Henry Kolm va passar a començar en la Tecnologia Magplane en la dècada de 1990 per desenvolupar la tecnologia de transport magnètic que O'Neill havia escrit. En el 2007, el Magplane va demostrar un sistema de treball magnètic per canonades per al transport de mineral de fosfat a Florida. El sistema va funcionar a una velocitat de 65 km/h, molt més lent que els trens d'alta velocitat que O'Neill havia imaginat.
Els tres fundadors de la Space Frontier Foundation, una organització dedicada a l'obertura de la frontera de l'espai per a l'assentament humà, eren partidaris de les idees d'O'Neill i havien treballat amb ell en diverses capacitats en la Space Studies Institute. Una d'elles, Rick Tumlinson, descriu tres homes com a models per a la defensa de l'espai: Wernher von Braun, Gerard K. O'Neill, i Carl Sagan. Von Braun va pressionar perquè els "projectes que la gent comuna pugui sentir orgullosa, però sense participar-hi". Sagan volia explorar l'univers a partir d'una distància. O'Neill, amb el seu gran pla per a l'assentament del sistema solar, ha posat èmfasi en el trasllat de persones ordinàries "en massa" fora de la Terra.
La National Space Society (NSS) va guardonar Gerard K. O'Neill amb el Memorial Award for Space Settlement Advocacy a les persones assenyalades per les seves contribucions en l'àrea d'assentament espacial. La seva contribució pot ser científica, legislativa i educativa. El premi és un trofeu en la forma d'una esfera de Bernal. El primer premi NSS va ser atorgat en el 2007 a l'emprenador lunar i antic former astronauta Harrison Schmitt. En el 2008, se li va donar el físic John Marburger.
En la ficció, el protagonista de Manifold:Time de Stephen Baxter nomena a la seva nau espacial Gerald K. O'Neill.

## Publicacions

### Llibres
- O'Neill, Gerard K.. The High Frontier: Human Colonies in Space.  Nova York: William Morrow & Company, 1977. ISBN 0-9622379-0-6.
- O'Neill, Gerard K. (ed.); O'Leary, Brian. Space-Based Manufacturing from Nonterrestrial Materials.  Nova York: American Institute of Aeronautics, 1977. ISBN 0-915928-21-3.
- Cheng, David C.; O'Neill, Gerard K.. Elementary Particle Physics: An Introduction.  Reading, Massachusetts: Addison-Wesley, 1979. ISBN 0-201-05463-9.
- O'Neill, Gerard K.. 2081: A Hopeful View of the Human Future.  Nova York: Simon and Schuster, 1981. ISBN 0-671-44751-3.
- O'Neill, Gerard K.. The Technology Edge: Opportunities for America in world competition.  Nova York: Simon and Schuster, 1983. ISBN 0-671-44766-1.

### Articles
- O'Neill, Gerard K. «Time-of-Flight Measurements on the Inelastic Scattering of 14.8-Mev Neutrons». Physical Review, 95, 5, 1954, pàg. 1235–1245. Bibcode: 1954PhRv...95.1235O. DOI: 10.1103/PhysRev.95.1235.
- O'Neill, Gerard K. «Storage-Ring Synchrotron: Device for High-Energy Physics Research». Physical Review, 102, 5, abril 1956, pàg. 1418. Bibcode: 1956PhRv..102.1418O. DOI: 10.1103/PhysRev.102.1418.
- O'Neill, Gerard K. «Storage Rings». Science, 141, 3582, agost 1963, pàg. 679–686. Bibcode: 1963Sci...141..679O. DOI: 10.1126/science.141.3582.679. PMID: 17752920.
- O'Neill, Gerard K. «A High-Resolution Orbiting Telescope: New techniques would lead to orbiting an optical telescope 25 times the diameter of Palomar's». Science, 160, 3830, maig 1968, pàg. 843–847. Bibcode: 1968Sci...160..843O. DOI: 10.1126/science.160.3830.843. PMID: 17774392.
- O'Neill, Gerard K. «The Colonization of Space». Physics Today, 27, 9, setembre 1974, pàg. 32–40. Bibcode: 1974PhT....27i..32O. DOI: 10.1063/1.3128863.
- O'Neill, Gerard K. «The High Frontier». CoEvolution Quarterly, 7, Fall 1975, pàg. 6–9. Arxivat de l'original el 2009-07-16 [Consulta: 18 agost 2008]. Arxivat 2009-07-16 a Wayback Machine.
- O'Neill, Gerard K. «Space Colonies and Energy Supply to the Earth». Science, 190, 4218, 05-12-1975, pàg. 943–947. Bibcode: 1975Sci...190..943O. DOI: 10.1126/science.190.4218.943.
- O'Neill, Gerard K. «Engineering a Space Manufacturing Center». Astronautics and Aeronautics, 14, octubre 1976, pàg. 20–28, 36.
- O'Neill, Gerard K. «The Low (Profile) Road to Space Manufacturing». Astronautics and Aeronautics, 16, 3, març 1978, pàg. 18–32.
- O'Neill, Gerard K.; Driggers, Gerald; O'Leary, Brian «New Routes to Manufacturing in Space». Astronautics and Aeronautics, 18, 10, octubre 1980, pàg. 46–51.
- O'Neill, Gerard K. «High acceleration mass drivers». Acta Astronautica, 7, 11, novembre 1980, pàg. 1229–1238. DOI: 10.1016/0094-5765(80)90002-8.
- O'Neill, Gerard K. «Where is everybody? Some new answers». Nature, 294, 25, 1981, pàg. 25. Bibcode: 1981Natur.294...25O. DOI: 10.1038/294025a0.
- O'Neill, Gerard K. «Satellite Air Traffic Control». Astronautics and Aeronautics, 19, 3, març 1981, pàg. 27–31.
- O'Neill, Gerard K. «Recent developments in mass drivers». Space manufacturing, 4, 1981, pàg. 97–104. OCLC: 8112602.
- O'Neill, Gerard K. «Satellites Instead». AOPA Pilot, 25, 1, juliol 1982, pàg. 51–54, 59–63.
- O'Neill, Gerard K. «Geostar». AOPA Pilot, 26, 9, setembre 1983, pàg. 53–57.
- O'Neill, Gerard K. «Radiation Shielding to Solar Power Satellites: Results of the January 1988 SSI/Princeton Lunar Systems Study». Lunar Bases, 2, 1988, pàg. 185. Bibcode: 1988LPICo.652..185O.

## Patents
A O'Neill se li va concedir sis patents en total (dues a títol pòstum) en les àrees de posicionament global i levitació magnètica.
- , US 4359733 Sistema de posicionament de vehicles basat en satèl·lits, atorgat el 16 de novembre de 1982
- , US 4744083 Sistema de posicionament de basat en satèl·lits i sistema de transmissió de missatges amb control de qualitat d'enllaç, atorgat el 10 de maig de 1988
- , US 4839656 Sistema de posicionament de basat en satèl·lits i sistema de transmissió de missatges i emmagatzematge de mapes terrestres, atorgat el 13 de juny de 1989
- , US 4965586 Sistema de posicionament de basat en satèl·lits i sistema de transmissió de missatges i emmagatzematge de mapes terrestres, atorgat el 23 d'octubre de 1990
- , US 5282424 Sistema de transport d'alta velocitat, atorgat l'1 de febrer de 1994
- , US 5433155 Sistema de transport d'alta velocitat, atorgat el 18 de juliol de 1995